# Damnice
Damnice är en ort i Tjeckien.   Den ligger i regionen Södra Mähren, i den sydöstra delen av landet, 190 km sydost om huvudstaden Prag. Damnice ligger 198 meter över havet och antalet invånare är 325.
Terrängen runt Damnice är platt. Runt Damnice är det ganska glesbefolkat, med 48 invånare per kvadratkilometer. Närmaste större samhälle är Miroslav, 5,4 km nordväst om Damnice. Trakten runt Damnice består till största delen av jordbruksmark.